# Slaget ved Naseby
I Slaget ved Naseby den 14. juni 1645 slog parlamentshæren under generalerne Cromwell og Fairfax den kongelige hær under Karl 1. ved landsbyen Naseby i English Midlands. Cromwells dygtige ledelse af kavaleriet var afgørende for slagets udfald. I realiteten betød kampens udfald også parlamentets endelige sejr i Den Engelske Borgerkrig.